# Bolpraam
De bolpraam behoort tot de soort bolschepen. Deze soort heeft een aantal uiterlijke overeenkomsten met tjalken. Het eenvoudigste type is een open praam en de laatste van de soort, de boltjalk, is al een echte kleine tjalk.
De bolschepen waren in de provincie Groningen de meest voorkomende kanaalschepen en werden vooral in de Veenkoloniën ingezet voor het vervoer van aardappelen naar de fabrieken.
Het is een open vaartuig met een smal gangboord en uitgerust met een kleine roef. Het vaartuig werd geboomd en/of met een lijn voortgetrokken.